# SummerSlam (2023)
SummerSlam 2023 года (дословный перевод — «Летний бросок», название стилизованно пишется с второй заглавной буквой «S») — премиальное шоу производства американского рестлинг-промоушна WWE, запланированное к проведению 5 августа 2023 года на арене «Форд Филд» в Детройте, штат Мичиган, США. Это будет тридцать шестое по счёту шоу под брендом SummerSlam. Спустя год шоу вернулось на август, годом ранее Summerslam был проведен в июле. Это будет третье подряд SummerSlam, которое проведут в субботу после того, как первые 33 шоу состоялись в воскресенье. Шоу будет доступно для трансляции на стриминговом сервисе WWE Network. В разных странах правами на стриминг проектов WWE Network обладают разные платформы, в частности, в США шоу покажут на сервисе Peacock. Также запланирован показ по традиционной системе pay-per-view (PPV).

## Предыстория шоу
Шоу с названием SummerSlam проводилось в WWE/WWF с 1988 года. Оно стало третьим постоянным ежегодным шоу, которое показывали по системе Pay-per-view, после WrestleMania (на PPV ежегодно с 1985 года) и Survivor Series (на PPV ежегодно с 1987 года). SummerSlam позиционировался как главное летнее шоу рестлинга, долгое время его слоганом было «Самая большая летняя вечеринка». Изначально шоу проводили в середине или конце августа, в 2022 году шоу впервые провели в июле. На шоу традиционно проводили матчи всех брендов WWE, даже в эпоху их разделения. SummerSlam исторически считается шоу «Большой четверки» WWE и вторым по значимости после WrestleMania.

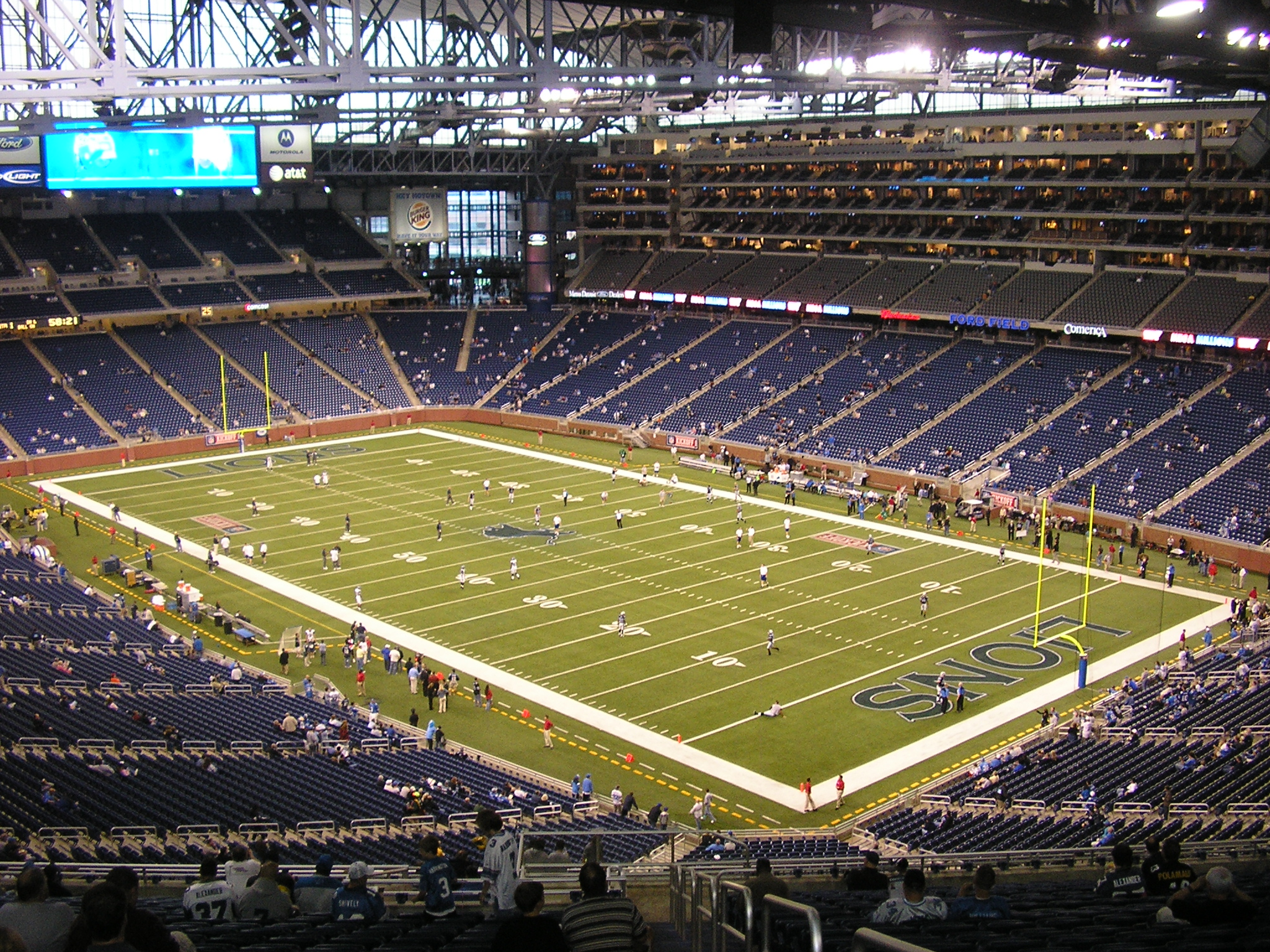
Шоу пройдёт на арене Ford Field в Детройте, штат Мичиган.

"SummerSlam" в 2023 году станет первым шоу линейки «SummerSlam», которое проведут после того, как промоушн был продан Винсом Макмэном компании Endeavor. Ожидается, что WWE будет объединен с UFC в одну компанию открытого типа $TKO, при этом на организации шоу WWE продажа никак не должна была сказаться.

## Организация шоу
7 февраля 2023 года было объявлено, что SummerSlam в этом году пройдет в Детройте, штат Мичиган, на арене «Форд Филд». На этой футбольной арене, вмещающей до 80 тысяч зрителей (раскладка для рестлинга), в 2007 году была проведена WrestleMania 23. Детройт же уже принимал SummerSlam в 1993 году, когда шоу провели на крытой арене Palace, снесённой в 2020 году. Предыдущий раз Премиум-шоу WWE проводили в Детройте в 2017 году, это было «Hell in a Cell», которое провели на крытой арене «Литл Сизарс». Билеты поступили в продажу 14 апреля, изначальная рассадка предусматривала около 44 тысяч зрителей, и в первый же день было продано более 32 тысяч билетов — это рекордная сумма для любых шоу WWE кроме WrestleMania. Через день после шоу в WWE отчитались о том, что на шоу присутствовали 59 194 человек, а выручка от продажи билетов превысила 8.5 миллионов долларов, что является рекордом в истории WWE для всех шоу кроме WrestleMania.
Специально для шоу в 2023 году был подготовлен новый логотип — в стилистике Детройта как «Города моторов». Также в качестве партнёрского проекта бывший чемпион WWE Большой И стал специальным ведущим матчей команды «Мичиган Пантерс», принимающей участие в лиге по американскому футболу USFL, и проводящей домашние матчи на «Форд Филд».
Специальным спонсором шоу стала компания Slim Jim, с которой был заключён контракт, предусматривавший социальносетевые интеграции, создание специального контента и организацию брендированных матчей. Первым из таких матчей стал именной батл-роял для рестлеров обоих брендов.

## Показ шоу
Как и остальные премиум-шоу WWE SummerSlam будет приоритетно показано на сервисе WWE Network, а также на других площадках, которые купили права на трансляцию эфиров этого сервиса в отдельных странах. В США шоу будет доступно на сервисе Peacock, который приобрёл эти права в 2021 году. Также, например, WrestleMania в странах Африки (за исключением северной) будет показана на Showmax, в Северной Африке и на Ближнем востоке — на MBC Group, на Филиппинах и в Индонезии — на Disney+. Все это расширяет аудиторию показа, поскольку данные сервисы берут существенно меньшую абонентскую плату, чем напрямую WWE Network. По сравнению с предыдущим годом в Австралии SummerSlam будет впервые показан через сервис Binge. В России легальный просмотр SummerSlam будет невозможен из-за того, что в 2021 году WWE Network был заблокирован на территории этой страны.
Через день после шоу в WWE сообщили, что SummerSlam стал самым популярным в социальных сетях шоу этой линейки в истории. Количество просмотров клипов на разных площдках превысило 230 миллионов. Также пользователи просмотрели более 4 миллионов часов контента, что на 26 % выше, чем годом ранее.

## Сюжеты и назначение матчей
Традиционно на шоу WWE рестлеры проводят матчи, развивающие сюжеты и истории. Наиболее частый вид матча — противостояние положительного («фейс») и отрицательного («хил») персонажей. Подготовка матча и раскрытие сути конфликта происходит на телевизионных шоу — в случае основного ростера WWE это Raw и SmackDown.
3 апреля на первом Raw после WrestleMania Коди Роудс решил продолжить выяснять отношения с Романом Рейнсом, которому уступил днём ранее в мэйн-ивенте главного шоу WWE в году. Пол Хейман заявил, что Роудс может получить право на ещё один титульный матч, лишь если победит в командном матче, в котором его противниками станут Роман Рейнс и Соло Сикоа, а напарником Роудса должен стать участник прошедшей WrestelMania. Но в случае поражения и Коди, и его напарник теряли шансы на Чемпионский матч, пока титулом владел Рейнс. В качестве напарника Роудса решил выступить Брок Леснар, однако матч не состоялся, поскольку Леснар напал на Роудса. Неделей позже на Raw 10 марта Роудс высказал свои претензии Леснару и предложил матч на «Backlash», добавив, что впервые Брок станет не охотником в своём матче, а жертвой. 17 апреля на Raw Леснар принял вызов, согласившись на матч. На Backlash в Пуэрто-Рико Коди смог одержать победу, хотя инициативой в матче владел Леснар. На следующем RAW 8 мая Леснар снова напал на Роудса, помешав Коди выиграть отборочный матч за новое Чемпионство Мира в тяжелом весе и проведя ему Ф5 на стол комментаторов. На RAW 22 мая Брок сначала избил Коди металлическим баллоном, а затем ещё и травмировал руку Коди в болевом. Рестлеры договорились о матче-реванше на ещё одном заграничном Премиум-шоу — Night of Champions в Саудовской Аравии. Этот матч Леснар уверенно довёл до победы, заперев Роудса, который вышел на ринг с фиксатором на руке, в Кимуре, отчего тот не сдался, но отключился, и судья зафиксировал победу. На следующем RAW Коди назвал ошибочным решение выйти на ринг против Леснара с травмированной рукой. На Money in the Bank Роудс провёл матч против Доминика Мистерио и победил его, а Леснар ушел в отпуск. На следующем RAW 3 июля Леснар снова вернулся и попытался напасть на Роудса, но тот был готов к атаке и отбился от него. Позже он сообщил, что готов к ещё одному бою когда угодно. На RAW 10 июля Роудс бросил Леснару вызов на ещё один матч на SummerSlam, и ещё неделей позже на RAW 17 июля в родной для Коди Атланте Леснар принял вызов. Вместе с этим он снова избил Роудса на глазах его матери. 31 июля на RAW Леснар и Роудс снова сцепились на ринге. Брок предложил рукопожатие, Коди согласился, но затем атаковал Леснара атакой в прыжке между канатами, когда тот начал уходить. Леснар ударил Коди ступеньками, а затем добил при помощи «Ф5».
На RAW 24 апреля года было объявлено, что в WWE введут новый титул Чемпиона мира в тяжелом весе. Чемпионство запланировали разыграть в турнире на 12 участников, среди которых были Финн Балор и Сет Роллинс. На RAW 8 мая Роллинс и Балор выиграли свои матчи 1 раунда, а затем в полуфинальном матче Роллинс одолел Балора. Финал турнира состоялся на шоу Night of Champions, где Роллинс победил Эй Джей Стайлза и выиграл чемпионство. На RAW 29 мая Балора и его группировка «Судный день» вмешались в дебаты Роллинса и Стайлса, был назначен командный матч, в котором Сет и Эй. Джей. одержали победу, Роллинс удержал Дамиана Приста. Через неделю на RAW 5 июня «Судный день» продолжил донимать Роллинса, и был назначен матч за Чемпионство Мира, в котором Сет одержал победу над Пристом. На RAW 12 июня Балору и Роллинсу был назначен матч за Чемпионство на шоу Money in the Bank. Перед этим Роллинс отправился на ТВ-шоу NXT, где защитил Чемпионство Мира от Брона Брейкера. По ходу подготовки к матчу активно напоминали, что на SummerSlam в 2016 году Роллинс и Балор уже провели матч за тогда новое чемпионство Вселенной WWE, и тогда победу одержал Балор, однако по ходу матча он получил тяжелую травму, и был вынужден сдать Чемпионский титул. На Money in the Bank Роллинс победил Балора, который отвлёкся на своего товарища по группировке Приста, который ранее на шоу выиграл кейс «Деньги в банки», дающий возможность получить титульный матч в любой момент. На следующем RAW 3 июля Роллинс защитил титул от ещё одного представителя «Судного дня» Доминика Мистерио. На RAW 10 июля Балор сообщил, что не согласен с исходом матча на MITB и потребовал ещё одну возможность. В конце того шоу Роллинс в компании командных чемпионов Оуэнса и Зэйна проиграл Судному дню: Балор удержал Зэйна. На RAW 17 июля Балор напал на Роллинса, избил его стулом и получил право на ещё один матч за Чемпионство Мира.
На WrestleMania 39 Бьянка Билэйр защитила Женское чемпионство RAW от Аски и установила рекордное достижение, пробыв чемпионкой от одной WrestleMania до следующей. На драфте, который состоялся вскоре после шоу Бьянка была переведена на Smackdown, где вступила в противостояние с «Контролем урона» и защитила титул от Ийо Скай на Backlash. Празднование Бьянки на Smackdown 12 мая прервала Аска, которая перед этим не появлялась на шоу с WrestleMania. Японка атаковала Билэйр ядовитым «туманом», ослепив её. Неделей позже на Smackdown 19 мая Аска победила Зелину Вегу и долго не отпускала её из болевого. На помощь пуэрториканке пришла Бьянка. Аска снова попыталась плюнуть в неё «туманом», но та успела увернуться. На Smackdown 26 мая Бьянка пообещала разобраться с Аской, гарантировав ей ещё один матч за своё чемпионство — на Night of Champions. Этот матч Аска выиграла, обмазав пальцы «туманом» и ткнув в пальцы Бьянке, после чего она добила чемпионку киком в голову. Владение чемпионство Билэйр прервалось на отметке в 420 дней. На Smackdown 9 июня Бьянка потребовала матч-реванш, указав на нечестные действия Аски. На том же шоу впервые после WrestleMania появилась Шарлотт Флэр, которая также потребовала титульный матч, и также уклонилась от «Тумана» Аски. Их матч назначили на через две недели. Также на том же шоу был переименован и обновлён титул Аски: титул назвали Женское чемпионство WWE, ремень стал белым. Бьянка продолжила требовать справедливости, а на Smackdown 23 июня уже Шарлотт, победив Лэйси Эванс, не отпустила болевой. Выбежавшая на ринг Аска напала на неё и ударила ногой. 30 июня на Smackdown Аска и Шарлотт провели матч, но когда матч перешёл за ринг, там Шарлотт попала биг-бутом по Бьянке, которая была в зале, и та напала на Аску, которая её под этот удар подставила. Противоречия усилились, и на Smackdown 14 июля был назначен ещё один титульный матч Бьянки и Аски. В этот матч вмешались рестлерши «Контроля урона», и Шарлотт, которая вышла к рингу по ходу матча, снова вырубила Бьянку, что снова завершило матч дисквалификацией. На Smackdown 21 июля Шарлотт победила Ийо Скай, после чего она стала жертвой атаки Аски. В результате рестлершам назначили трёхсторонний матч за титул на главное летнее шоу.
После того, как в течение почти 3 лет Роман Рейнс собирал родственников в семейную группировку «Кровная связь», всё рухнуло на шоу Night of Champions. Рейнс вместе с Соло Сикоа проводил матч за Командное чемпионство против Кевина Оуэнса и Сами Зэйна, которых ранее в этом году победил и унизил на Royal Rumble и Elimination Chamber соответственно. В этот матч против воли Рейнса попытались вмешаться братья Джимми и Джей Усо, которые вместо помощи ударили Соло Сикоа. Когда Рейнс отругал их, Джимми не стерпел и ударил Романа Суперкиком, а после небольшой паузы добавил ещё один, в результате чего Рейнс и Сикоа проиграли матч за Чемпионство. На следующем Smackdown Усо предложили Сикоа присоединиться к ним, но Сикоа не поддался на провокации и сохранил лояльность Рейнсу, вырубив провоцировавшего его Джимми. Конфликт развивался, Усо продолжили обвинять Рейнса в злоупотреблении властью и оскорбительном отношении к членам его семьи, и на Smackdown 16 июня Джей выбрал сторону родного брата, в результате чего был назначен матч между родственниками: Роман Рейнс и Соло Сикоа против Джимми и Джея Усо. За день до матча на Smackdown 30 июня Усо продолжили провоцировать Сикоа, предложив ему стать новым Вождём Племени вместо Рейнса. Соло и здесь не поддался на действия Усо, но в результате возникшей потасовки Рейнс снова получил удар ногой в лицо. На Премиум-шоу Money in the Bank Усо смогли не просто победить, но Джей при этом удержал Романа Рейнса, чего не случалось перед этим почти 3,5 года. Smackdown 7 июля Рейнс вроде бы смирился с поражением и признал доминирование Усо, но в результате напал на них исподтишка и избил. В конце шоу Усо взяли реванш, Рейнс получил удар стулом, а Джей бросил ему вызов на матч 1х1. Первая сцена длилась около 30 минут, её не прерывали рекламные паузы, и впервые за почти три года шоу посмотрели около 1,23 миллиона зрителей из возрастной категории 18-49 лет. Также обозреватель рестлинга Дэйв Мельтцер подметил, что впервые в истории шоу рестлинга собрало наибольшую аудиторию за неделю на англоязычном национальном телевидении. 21 июля на Smackdown матч Рейнса и Джея Усо был подтверждён, было также оговорено, что пройдёт он по правилам «Племенного боя», будет без дисквалификаций, а на кону будут и Неоспоримое чемпионство Вселенной WWE, и титул Вождя племени. 4 августа на Smackdown Джей Усо одолел Соло Сикоа в сольном матч, подойдя к матчу на SummerSlam с инициативой.
Противостояние Гюнтера и Дрю Макинтайра уходит в начало года, когда Royal Rumble Гюнтер боролся с объединившимся против него в Королевской битве Макинтайру и его товарищу Шимусу. Гюнтер элиминировал обоих из матча, а затем их сюжет привёл к трёхстороннему матчу на WrestleMania 39, где Гюнтер защитил Интерконтинентальное чемпионство, удержав Макинтайра. Тот матч был высоко оценен обозревателями, в частности, Дэйв Мельтцер из Wrestling Observer поставил ему 5 звёзд. После этого Макинтайр ушел в продолжительный отпуск, последовательно защитил титул от Ксавье Вудса на Smackdown 21 апреля, Мустафу Али на Night of Champions и Мэтта Риддла на Money in the Bank. Оба рестлера на Драфте были переведены на RAW, где Гюнтер также одержал серию побед, в частности, над Кевином Оуэнсом и Сами Зэйном в матчах 1х1. На Money in the Bank Макинтайр вернулся и обозначил свои претензии на Интерконтинентальное чемпионство. После серии столкновений на ТВ-шоу RAW 24 июля был назначен матч за титул на SummerSlam.
Рикошет и Логан Пол впервые столкнулись на Royal Rumble, причем в прямом смысле слова: их прыжок с канатов друг в друга стал одним из главных вирусных моментов года. Проведя матч против Сета Роллинза на WrestleMania, Пол взял паузу в выступлениях и вернулся на RAW 19 июня, где он объявил, что будет участвовать в матче с лестницами «Деньги в банке» на одноимённом шоу. Это вызвало неудовольствие других участников матча, которые для попадания на шоу проводили отборочные матчи. На Money in the Bank Пол победить не смог, а одним из самых ярких моментов матча снова стал эпизод с Рикошетом, когда оба рестлера с лестницы спрыгнули на третий канат, а с него кувыркнулись в столы, расставленные за рингом. Трюк не удался, Пол ударился о столы головой, но, к счастью, избежал серьёзной травмы. На RAW 10 июля Рикошет предъявил претензии Полу и предложил матч. Логан сначала отказался, за что Рикошет ударил его по лицу. Через две недели на RAW 24 июля Пол принял вызов, после чего Рикошет снова ударил его ногой в голову и добавил «Печать метеора». На последнем RAW перед SummerSlam 31 июля Пол пообещал публично выпороть Рикошета, сделав их матч самым вирусным в истории. Он упомянул тот факт, что анонсер RAW Саманта Джонсон — невеста Рикошета, но в субботу вечером она будет кричать его имя. За это Рикошет напал на него, но в этой потасовке Пол оказался сильнее. Ещё и вышел в прямой эфир в соц.сетях.
История Ронды Роузи и Шейны Баслер в WWE уходит корнями в середину 2010х, когда Роузи и Баслер вместе появились на SummerSlam 2014 года, чтобы развивать противостояние Роузи с Стефани Макмэн. В 2016 году Ронда поддержала Шейну на инди-шоу Absolute Intense Wrestling «Кровавый Спорт», где та выиграла Женский титул этого промоушна. В 2017 году Роузи посетила записи турнира Mae Young Classic, в котором Баслер дошла до финала, проиграв там Каири Сэйн. В 2018 году на шоу WWE Evolution обе девушки одержали победы в титульных матчах: Баслер выиграла Чемпионство NXT, а Роузи защитила Женский титул RAW. После этого обе рестлерши успешно закрепились в WWE, но не пересекались до лета 2022 года. На шоу Money in the Bank Роузи защитила Женское чемпионство Smackdown от Натальи Нейдхарт, но затем была вынуждена провести ещё одну защиту от Лив Морган, которая решила реализовать выигранный ранее контракт на титульный матч «Деньги в банке». Этот матч был выигран Морган, которая воспользовалась усталостью Роузи от предыдущего матча. На SummerSlam был назначен матч-реванш, который также остался за Морган. После этого матча Роузи была отстранена за нападение (сюжетное) на рефери матча. На Smackdown 12 августа Баслер вышла поддержать Роузи и заявила, что та получит всё, что хочет. Лив Морган тут же назвала Баслер копией Роузи, и рестлершам был назначен матч на премиум-шоу WWE Clash at the Castle. Роузи же неделей спустя была арестована (также сюжетно). 9 сентября на Smackdown вернувшаяся Роузи выиграла матч за претендентство на титул Морган, и Баслер пожелала ей успеха. Матч состоялся на Extreme Rules, он прошёл по экстремальным правилам, и Роузи смогла вернуть себе Чемпионство. 28 октября на Smackdown Баслер напала на Наталью Нейдхарт, которая обвинила Розуи в нечестной победе ранее на шоу. Претенденткой на титул Ронды была назначена Шотци, которая на Smackdown 18 ноября одолела Шейну Баслер. Неделей позже Роузи и Баслер взяли реванш в командном матче, победив Шотци и Ракель Родригес, а затем на Survivor Series Роузи победила Шотци, защитив титул и, как позже выяснилось, в том матче Шотци получила перелом руки. 23 декабря на Smackdown Баслер была в последний момент добавлена в матч претенденток на выбывание, но она была удержана Родригес. Их матч состоялся 30 декабря на Smackdown, Роузи победила, но следом ей бросила вызов вернувшаяся после полугода отсутствия Шарлотт Флэр. Несмотря на попытки Баслер её переубедить, Ронда согласилась на матч и проиграла. После этого в отпуск ушла уже Роузи. Она вернулась 10 февраля на Smackdown, придя на помощь Шейне Баслер в конфликте с Натальей, которая ей унизила. Неделей позже Роузи и Баслер победили Шотци и Наталью в командном матче. 24 февраля на Smackdown Баслер и Ронда были добавлены в кард WrestleMania 39, где они выиграли 4-сторонний командный матч, но очередную травму в этой истории получила Баслер. Рестлерши ушли на лечение, после чего вернулись 15 мая на RAW, напав на Родригес, которая на тот момент владела Командным женским чемпионством, и травмировав (сюжетно) ей руку. 19 мая на Smackdown Родригес (вместе с Морган) была лишена титулов из-за травмы Морган, и был назначен 4-сторонний матч, в который заявили Баслер и Роузи. Матч состоялся 29 мая на RAW и Баслер с Роузи одержали победу, выиграв титулы. 6 июня на RAW Баслер и Роузи победили Катану Ченс и Кэйден Картер, а 23 июня на Smackdown — Альбу Файр и Айлу Доун, объединив женские титулы WWE и NXT. На Money in the Bank была назначена защита титулов против Родригес и вернувшейся после лечения Морган. На этом шоу Баслер неожиданно напала на Роузи, что привело к тому, что Морган и Родригес добили Ронду, и Лив удержала её, лишив титулов. 3 июля на RAW Баслер обвинила Роузи в том, что всегда была в её тени, что Роузи всё приносили готовое, а она всего была вынуждена добиваться своими силами. 17 июля на RAW Роузи бросила Баслер вызов на матч на SummerSlam, но Баслер предложила подраться сразу же. Ронда отказалась. Матч был официально назначен 27 июля, а 31 июля на RAW матчу добавили правила — бой пройдет в формате смешанных единоборств.
На Smackdown 28 июля было объявлено, что на SummerSlam будет проведён массовый матч батл-роял, в котором примут участие рестлеры с обоих брендов. Первыми участниками в матч сразу заявились Шимус и ЛА Найт. 31 июля на RAW в матч заявились Отис, Чед Гейбл, Томмазо Чиампа и Шинске Накамура. На Smackdown 4 августа в матч были также добавлены Грейсон Уоллер, Каррион Кросс, Сантос Эскобар, Эй Джей Стайлз и Миз. На том же шоу состоялся матч Шимуса и Найта, завершившийся победой Найта и большой потасовкой всех участников Батл-рояла. Накануне шоу сообщили о заключении спонсорского контракта с компанией Slim Jim, который предусматривал создание специального контента, социальносетевых интеграций и организацию брендированных матчей, первым из которых стал данный Батл-роял.

### Матчи, не вошедшие на шоу
Несколько топ-сюжетов не были представлены матчами на SummerSlam. Так матч Триш Стратус и Бекки Линч, который должен был увенчать их многомесячное противостояние, был назначен не на Премиум-шоу, а на телевизионное шоу RAW 14 августа, которое должно пройти в Виннипеге (Канада). Также без матча на шоу осталась Женская чемпионка Мира Рея Рипли: её сюжет с Ракель Родригес к матчу не привёл, хотя и предположительно ожидался. Причиной того, что эти матчи не состоялись на SummerSlam, предположительно стало желание руководства WWE не затягивать шоу. На Smackdown 4 августа также объявили, что на шоу синего бренда после Summerslam состоится матч за Чемпионство США между Остином Тиори и Сантосом Эскобаром, который за неделю до того выиграл матч за претендентство.

## События шоу
Открыл шоу матч Логана Пола и Рикошета. Блогер одержал победу, ударив Рикошета надетым на руку кастетом. Имя того, кто принёс Полу кастет, осталось неизвестным. Пол сразу после матча покинул арену, улетев в Лас-Вегас смотреть боксёрский матч своего брата против Нейта Диаса.
Во втором матче Брок Леснар всячески пытался заставить Коди Роудса проиграть за пределами ринга, избивая его там, также проломив им стол. Роудс несмотря на всё это вернулся на ринг, перехватил инициативу и победил, поставив точку в их противостоянии. После матча Леснар пожал руку Роудсу, тот принял рукопожатие, а Брок затем поднял руку Коди в знак победы, что, по словам главного сценариста WWE Пола Левека, стало полной импровизацией.
Спонсированный Slim Jim батл-роял выиграл ЛА Найт, последним удаливший из матча Шимуса.
Матч по правилам ММА между Шейной Баслер и Рондой Роузи чуть не закончился преждевременно: сначала из-за резкого хай-кика Баслер в голову Роузи, а затем уже самой Баслер чуть не запретили продолжать матч. В итоге Баслер победила после удачно зафиксированного болевого «Кирифуда клатч».
Гюнтер успешно защитил Интерконтинентальное чемпионство, воспользовавшись ошибкой Дрю Макинтайра, сбив его с канатов чопом и проведя ему Мощную Бомбу для победы.
Неразбериха в «Судном Дне» снова помешала Финну Балору победить Принца Девитта. Он сначала отказался пользоваться кейсом «Деньги в банке», затем потребовал его у Дамиана Приста. В результате он получил Кёрбстомп на кейс и был удержан.
Женский трёхсторонний матч остался за Бьянкой Билэйр, которая выиграла матч, удержав Аску. Перед этим врачи убедили её прекратить матч и уйти за ринг — Бьянка неудачно упала с канатов за ринг, повредив ногу (сюжетно). Билэйр вернулась и смогла победить. Сразу после этого в зале появилась Ийо Скай, которая реализовала кейс «Деньги в банке» и выиграла Чемпионство, ставшее для неё первым сольным титулом в основном ростере WWE.
В главном матче шоу Роман Рейнс успешно защитил Неоспоримое чемпионство Вселенной WWE после того, как на Джея Усо напал его брат Джимми, стащивший его с ринга за секунду до того, как судья отсчитал бы его победу. Рейнс после этого добил Джея и удержал его.

## Результаты матчей
| №                               | Результаты | Условия | Время |
| ------------------------------- | --- | --- | ----- |
| 1                               | Логан Пол победил Рикошета | Одиночный матч                                                                                              | 17:29 |
| 2                               | Коди Роудс победил Брока Леснара | Одиночный матч                                                                                              | 17:29 |
| 3                               | ЛА Найт выиграл батл-роял. Среди участников: Шимус, Отис, Чед Гейбл, Томмазо Чиампа, Шинске Накамура, Грейсон Уоллер, Каррион Кросс, Сантос Эскобар, Эй Джей Стайлз, Миз и еще 14 участников | Батл-роял                                                                                                   | 12:46 |
| 4                               | Шейна Баслер победила Ронду Роузи | Одиночный матч по правилам MMA                                                                              | 7:26  |
| 5                               | Гюнтер (c) победил Дрю Макинтайра | Одиночный матч за Интерконтинентальное чемпионство WWE                                                      | 13:43 |
| 6                               | Сет «Фрикин» Роллинс (c) победил Финна Балора | Одиночный матч за чемпионство мира в тяжёлом весе                                                           | 18:27 |
| 7                               | Бьянка Белэр победила Аску (c) и Шарлотт Флэр | Трёхсторонний матч за чемпионство WWE среди женщин                                                          | 20:45 |
| 8                               | Ийо Скай победила Бьянку Белэр (с) | Одиночный матч за чемпионство WWE среди женщин Ийо Скай закэшила Контракт Money in the Bank                 | 0:10  |
| 9                               | Роман Рейнс (c) победил Джея Усо | «Племенной бой» (без дисквалификации) за неоспоримое чемпионство Вселенной WWE и признание «Вождём племени» | 36:04 |
| - (ч) – чемпион на начало матча | | |       |

## События после шоу
Ронда Роузи после шоу опубликовала сообщение в соц.сетях о том, что у неё нет причин возвращаться в WWE.